# Gisela Hernández
Gisela Hernández Gonzalo (Cárdenas, 15 de setembro de 1912 - Havana, 23 de agosto de 1971) foi uma compositora e professora cubana.
Gisela foi a compositora mais representativa da fase neocolonial cubana e fez parte do Grupo Renovação Musical (1942 - 1948), além de desenvolver a sua carreira de professor em diversas instituições de ensino, com notável trabalho na promoção de concertos musicais em teatros e sociedades culturais de Havana.